# مشبك فاهنوستوك
مشبك فاهنوستوك (بالإنجليزية: Fahnestock clip) هو نوع قديم من الموصلات الكهربائية، يُستخدم كطرف توصيل للأسلاك المكشوفة. سجّل جون شيد جونيور براءة اختراعه في الولايات المتحدة في 26 فبراير 1907 لصالح شركة فاهنوستوك إلكتريك.

## آلية العمل
يتكون من قطعة واحدة مسطحة من معدن نابض مثنية على نفسها لتشكيل مشبك. عند الضغط على طرف اللسان المعدني، ينفتح ثقب لإدخال السلك المكشوف. عند رفع الضغط، يعود اللسان لوضعه فيغلق الثقب ويثبت السلك ليشكل وصلة كهربائية ميكانيكية جيدة. الضغط مرة أخرى يحرر السلك ليسهل سحبه.
كانت مشابك فاهنوستوك تصنع عادة من البرونز الفسفوري أو الفولاذ النابض، وتُطلى بالقصدير أو النحاس لتحسين التوصيل الكهربائي ومقاومة التآكل. أما أغلب المشابك الحالية فهي مطلية بالنيكل.

## الاستخدامات القديمة والحديثة
أُستخدم في البدايات لتركيب أجهزة استقبال الراديو على الألواح التجريبية، وفي توصيلات طاقة القطارات النموذجية، وأيضًا في البطاريات الجافة المبكرة. حاليًا استُبدل بمسامير التثبيت، لا زال يُستخدم الآن في المدارس الابتدائية لسهولة التعامل معه ووضوح التوصيلات، مما يجعله شائع في تعليم إنشاء الدوائر البسيطة، كما أن معظم أقسام الفيزياء في الجامعات ما زالت تحتفظ به في أجهزتها.
صُمم أيضا ليمسك السلك المكشوف بإحكام مع إمكانية تحريره بالضغط على لسان صغير. ويُستعمل كوسيلة أمان في أسلاك تسليح قنابل الطائرات، إذ يمسك السلك الفولاذي الأملس بإحكام يمنع نزعه أثناء المناولة العادية، لكنه يسمح بنزعه عند إطلاق السلاح.

## أنظر أيضًا
لوح تجارب
محزاق تثبيت